# The Eternal Idol
The Eternal Idol – studyjny album brytyjskiej grupy Black Sabbath wydany 8 grudnia 1987, pierwszy album z wokalistą Tonym Martinem.

## Lista utworów
1. "The Shining" – 5:38
2. "Ancient Warrior" – 5:34
3. "Hard Life to Love" – 5:00
4. "Glory Ride" – 4:48
5. "Born to Lose" – 3:43
6. "Nightmare" – 5:17
7. "Scarlet Pimpernel" – 2:07
8. "Lost Forever" – 4:00
9. "Eternal Idol" – 6:35

## Twórcy
- Tony Martin – wokal
- Tony Iommi – gitara
- Geoff Nicholls – instrumenty klawiszowe
- Bob Daisley – gitara basowa
- Eric Singer – perkusja
- Bev Bevan – perkusja